# Саммер Рей
Деніель Моне (англ. Danielle Moinet) — колишня американська реслерка. Найбільш відома за виступами у WWE під ринговим ім'ям Саммер Рей (англ. Summer Rae). До початку виступів в WWE працювала моделлю, а також грала в американський футбол за клуб «Чикаго Блісс» з Lingerie Football League.

## Ранні роки
Народилася в Нью-Йорку і виросла в Південній Кароліні. Закінчила Університет Східної Кароліни в Грінвіллі, Північна Кароліна, отримавши ступінь бакалавра з бізнес-маркетингу, де була членкинею жіночого товариства Alpha Delta Pi.

## Футбольна кар'єра
Моне виступала за клуб «Чикаго Блісс» з Lingerie Football League (LFL) з 2008 по 2011 рік. Грала на позиції корнербека і була капітанкою команди. 20 червня 2011 вона брала участь у матчі всіх зірок LFL, що проходив в «Колізеї Коппс» в Гамільтоні, Онтаріо. Цей матч став останнім у її кар'єрі.

## Благодійність
Моне є завзятою прихильницею некомерційної організації The DTM Foundation імені Діна Томаса Моне. Її сестра є виконавчою директоркою і засновницею фонду DTM, який надає послуги сім'ям з тендітними дітьми в лікарні Дьюка та UNC. Вона відвідує дітей у лікарнях, коли повертається в рідне місто і завзято підтримує їх на всіх своїх сторінках в соціальних мереж. Даніель Моне постійно виступає на мітингах проти булінгу «Be a Star», на яких суперзірки WWE говорять зі школярами початкової та середньої школи про важливість толерантності та поваги. Вона також є великою прихильницею американських військ, а також виступала з USO та відвідувала війська в Кувейті під час курортного сезону 2014 року.

## Florida Championship Wrestling(2011–2012)
У листопаді 2011 року стало відомо, що Моне підписала контракт з WWE і була відправлена у Florida Championship Wrestling. Дебют Моне на телебаченні відбувся 18 грудня на одному з епізодів FCW. Вона з'явилась під час промо Авраама Вашингтона. Також певний час займала посаду ринг-анонсерки.

## NXT(2012)
Після розпуску FCW Моне перейшла в 2012 році на арену NXT як ринг-анонсерка. 30 січня 2013, на одному з епізодів NXT вона напала на Пейдж через заздрощі до її популярності і успіху. 13 лютого на епізоді NXT Пейдж отримала травму плеча під час бійки з Моне. Після цього Пейдж продовжувала протистояти Моне, і врешті це протистояння перейшло в матч сам на сам 1 травня на епізоді NXT, де перемогла Пейдж.

## Танцювальний партнер Фанданго і виступи в основному складі (2013-Н. Ч.)

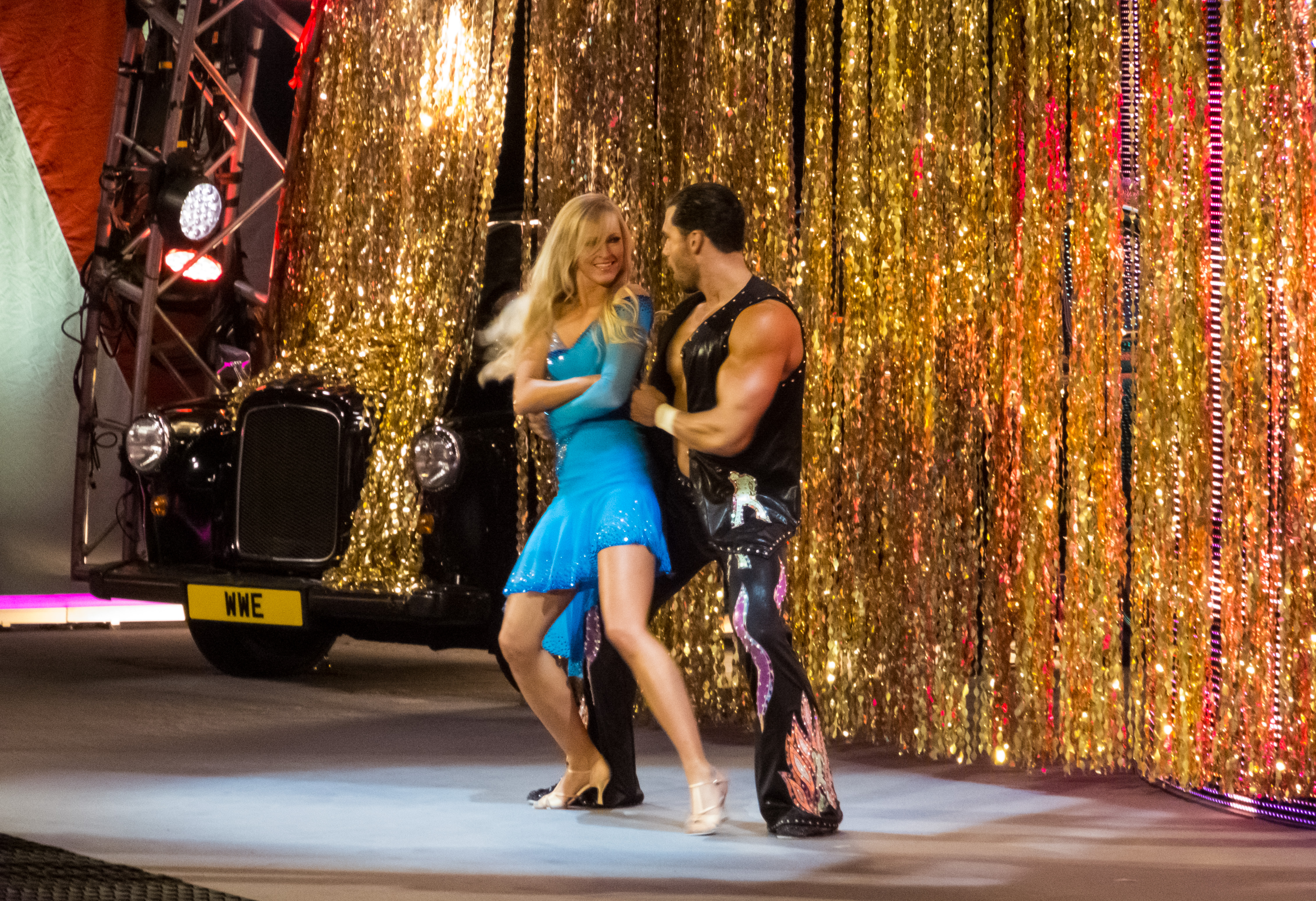
Фанданго і Саммер Рей на RAW.

Моне дебютувала на шоу Raw 22 квітня 2013 як танцювальна партнерка Фанданго. 26 квітня 2013 вона вперше з'явилася на шоу SmackDown, де супроводжувала Фанданго, у якого був поєдинок проти Джастіна Гебріела. 13 травня Моне разом з Фанданго виступили проти Джеріко та учасниці конкурсу Dancing with the Stars Едітою Сливинською. Під час танцю Моне підвернула кісточку, проте згодом виявилося, що це був прийом, щоб відвернути увагу Джеріко, на якого напав Фанданго. 25 жовтня Моне брала участь в бійці з Наталією, під час матчу Фанданго з Великим Калі. Свій дебютний матч в WWE Моне провела на шоу Hell in a Cell, де в команді з Фанданго вона здобула перемогу на Наталією і Калі. Її сольний дебют відбувся вже наступного вечора, коли вона програла в матчі проти Наталії. Наступного тижня вона з Фанданго програли в командному матчі проти Наталії та Тайсона Кідда. 18 листопада на Raw Моне брала участь у музичному конкурсі серед дів, який закінчився бійкою між учасницями шоу Total Divas і рештою дивами WWE. Пізніше на цьому ж шоу було оголошено, що на Survivor Series пройде командний матч на вибування 7 на 7.
8 квітня Fandango оголосив про закінчення свого зв'язку з Моне через Твіттер. 11 квітня на епізоді SmackDown Фанданго замінив Моне Лейлою.

## Інші шоу
У 2014 році Моне приєдналася до акторського складу Total Divas для другого сезону, де продовжувала ворожнечу з Близнючками Беллою і Наталією. Також вона грала головну роль у Морському піхотинці 4 разом з Мізом.

## Реслінг
Фінішери
- Inverted leg drop bulldog — 2013-теперішній час.
- Spinning heel kick

Улюблені прийоми
- Corner foot choke
- DDT to an opponent's leg
- Discus leg drop
- Guillotine choke transitioned into a DDT
- Hair-pull mat slam

Музичні теми
- «Way You Love Me» від Hollywood Music
- «So Cool (Instrumental)» від Kodiene
- «Rush Of Power» від CFO$

## Титули і досягнення
Wrestling Observer Newsletter
- Найгірший матч року (2013) з Камерон, Ева Маріею, ДжоДжо, Наомі і Наталіею vs. Ей Джей Лі, Аксаною, Алісіею Фокс, Кейтлін, Розою Мендес, Саммер Рей і Таміною Снука